# Eugen Drewermann

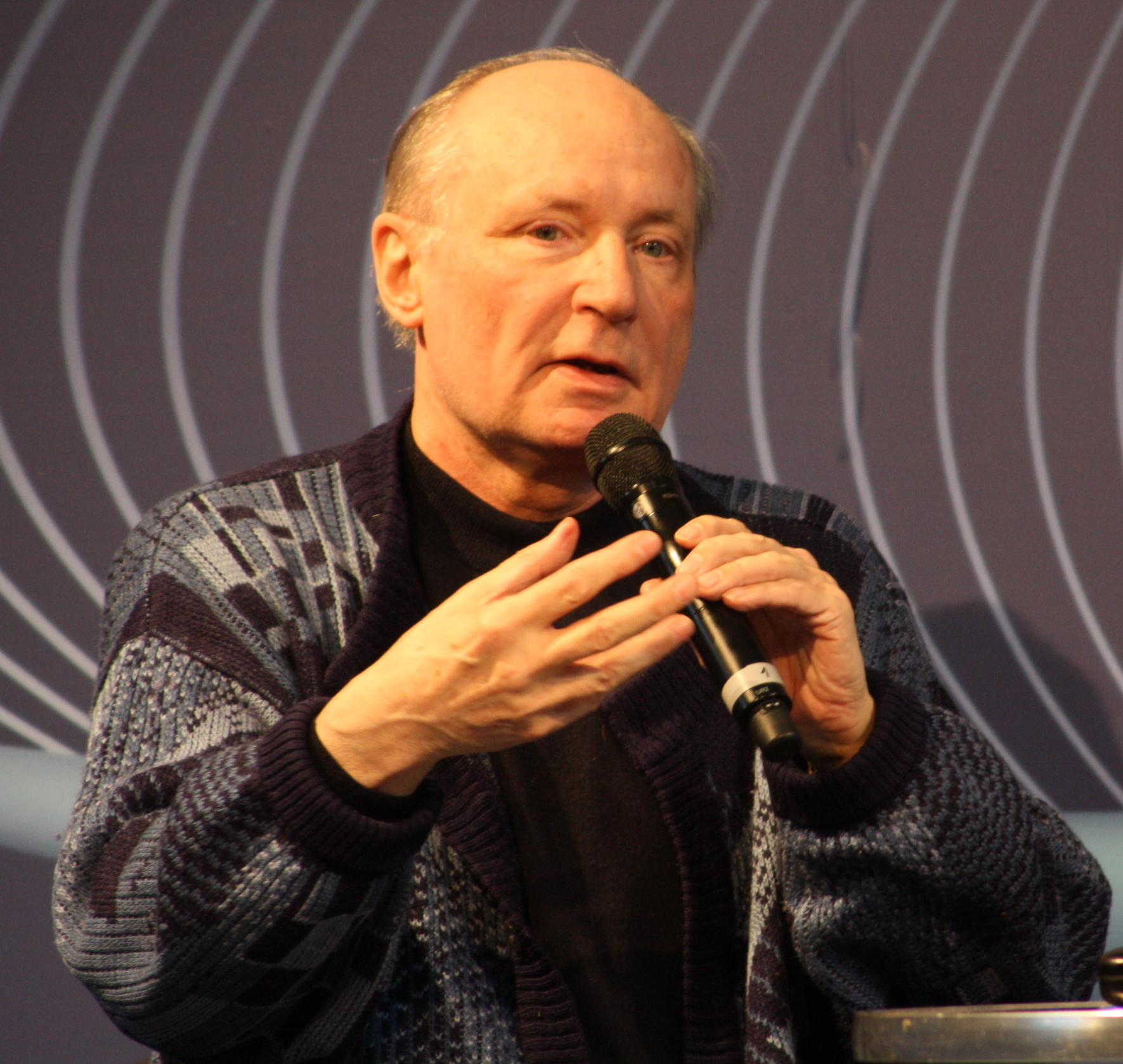
Eugen Drewermann auf der Leipziger Buchmesse 2010

Eugen Drewermann (* 20. Juni 1940 in Bergkamen) ist ein deutscher Theologe, Psychoanalytiker und Schriftsteller. Als suspendierter römisch-katholischer Priester trat er 2005 aus der Kirche aus. Drewermann ist ein wichtiger Vertreter der tiefenpsychologischen Exegese und als kirchenkritischer Publizist tätig. Als prominentes Mitglied der Friedensbewegung tritt er regelmäßig als Redner auf Demonstrationen in Erscheinung und wirbt in seinen Vorträgen für ein friedliches Zusammenleben sowie eine gewaltfreie Völkerverständigung. Drewermann setzt sich für den Dialog zwischen Religion und Naturwissenschaften ein. Mit seiner Tierethik wendet er sich gegen die Vorstellung, Tiere seien dem Menschen untergeordnet. Drewermann ist auch wegen seiner politischen Positionen Ziel starker Kritik.

## Leben

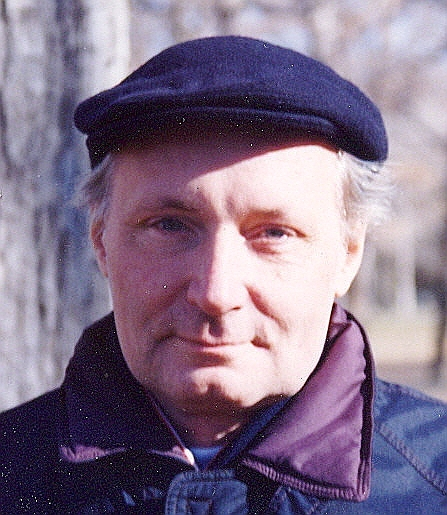
Eugen Drewermann während seiner ersten USA-Vortragsreise im November 1999

Drewermann stammt aus einer gemischtkonfessionellen Bergmannsfamilie (Vater evangelisch, Mutter katholisch). Nach dem Abitur 1960 am humanistischen Gymnasium Hammonense in Hamm studierte er von 1960 bis 1965 Philosophie in Münster und Katholische Theologie in Paderborn.
Im Jahr 1966 wurde er zum Priester geweiht. Nach seiner Priesterweihe und pastoralen Diensten war er in Paderborn und Bad Driburg tätig. Ab 1968 wirkte er in der Klinik für Psychotherapie, Psychiatrie und psychosomatische Medizin im späteren Asklepios Fachklinikum Tiefenbrunn bei Göttingen, wo er sich in der Neopsychoanalyse nach Harald Schultz-Hencke ausbilden ließ und auch mit seiner Lehranalyse begann. Als Studentenseelsorger und ab 1974 als Subsidiar arbeitete er in der Gemeinde St. Georg in Paderborn. Drewermanns langjähriger Paderborner Kollege Peter Eicher, emeritierter Theologieprofessor, berichtete am 30. April 2022 in einem Offenen Brief an Drewermann, er habe diesen 1976 in Paderborn als einen reaktionären jungen Kleriker kennengelernt. Drewermann habe damals auf Geheiß von Erzbischof Johannes Joachim Degenhardt die ökumenisch aufblühende Studentengemeinde von Paderborn zerschlagen. Seine Haltung gegenüber Homosexuellen und seine Urteile im Sinn der damaligen katholischen Sexualmoral hätten seinerzeit viele irritiert.
1978 habilitierte sich Drewermann in katholischer Theologie. Ab 1979 hielt er als Privatdozent Vorlesungen an der theologischen Fakultät Paderborn. Als Drewermann 1991 in einem Interview mit dem Spiegel die Jungfrauengeburt als biologische Tatsache angezweifelt hatte, wurde ihm von Degenhardt am 8. Oktober 1991 die Lehrerlaubnis für Dogmatik entzogen. Wenig später wurde er mit einem Predigtverbot belegt, es wurde ein kirchliches Verfahren gegen ihn eingeleitet. Die Ansichten Drewermanns in Fragen der Moraltheologie und der Bibelauslegung führten schließlich im März 1992 zur Suspension vom Kirchenamt.
Drewermann ist als Schriftsteller, Redner, Psychotherapeut und als Lehrbeauftragter tätig. Er betreibt zudem einen Youtube-Kanal.
Am 20. Juni 2005, seinem 65. Geburtstag, trat Drewermann aus der römisch-katholischen Kirche aus und gab dies in der Talkshow Menschen bei Maischberger kurz vor Weihnachten 2005 der Öffentlichkeit bekannt.

## Wirken

### Kernthesen seiner Theologie
Allgemein nimmt die psychologische Exegese fundamental an, dass die neutestamentlichen Texte von Menschen geschrieben und erzählt worden und daher für eine psychologische Auslegung (hier als Tiefenpsychologische Exegese) zugänglich sind. Drewermann sucht in seiner tiefenpsychologisch, unter anderem an Carl Gustav Jung orientierten Auslegung die historisch-kritische Methode zu relativieren bzw. zu überwinden, da diese eine Distanz zu den Texten und eine Vernachlässigung der Tiefenschichten der Erzählungen aufbaue. Durch eine tiefenpsychologische Betrachtung sucht Drewermann ein universelles Verstehen und eine Unmittelbarkeit für den Leser zu erreichen. Der Text soll im „inneren Erfahrungsraum seelischer Zustände“ des Rezipienten anbinden. Eine historisch-kritische Methode bleibe metaphorisch gesprochen nur der Außenseite des Verstehens verhaftet, durch eine Verbindung mit der inneren Geschichte des Rezipienten würden die archetypischen Szenen der menschlichen Seele lebendig. Vergleichbare Auslegungsansätze wurden zum Beispiel von dem in den USA forschenden Psychotherapeuten Bruno Bettelheim auf Volksmärchen angewandt und von der Schweizer Psychoanalytikerin Verena Kast fortgesetzt.
Damit sind für Drewermann spirituelle Grunderfahrungen der Menschen möglich, wenn es ihnen gelingt (durch Techniken etwa der „Amplifikation“, d. h. der gerichteten Assoziationen sowie der „aktiven Imagination“ bzw. durch die „freie Assoziation“ Sigmund Freuds), die tieferen Schichten ihrer Psyche freizulegen. Dort finden sie die Strukturen allen Erlebens, aufgehoben in Archetypen, Symbole, die vor jeder historischen sowie jeder in einem biblischen Kanon aufgehobenen Erfahrung liegen. Denn das Historizitätsprinzip in der Auslegung und -deutung führe, so Drewermann, „notwendig in die Sackgasse der Historisierung und der Relativierung aller geistig verbindlichen Inhalte der Bibel“.
Drei wichtige Vorgehensweisen sind bei einer archetypischen Exegese zu beachten. So sind die Texte „motivgeschichtlich zu untersuchen, ob die Elemente der jeweiligen Erzählung nicht in Wahrheit als Motive zu deuten sind“. In einem weiteren Schritt der archetypischen Interpretation ist „religionsgeschichtlich zu untersuchen, in welchen Zusammenhängen die jeweiligen Bilder, vor allem in den Mythen der Völker, auftauchen“. Als dritten Schritt führt Drewermann die Deutung auf der Subjektstufe an. Im vorhergehenden Schritt wurden die Erzählungen auf ihren inneren Sachverhalt hin beurteilt. Auf der Subjektstufe werden die „drei Schichten der menschlichen Psyche Wachbewusstsein, subliminales (Unter-) Bewusstsein, intuitiv gesteigertes (Über)Bewusstsein“ identifiziert und ihr subjektiver Gehalt für den Rezipienten einlösbar. In der archetypischen Exegese liegt die Interpretation darin, dass durch den Text der Leser fundamental berührt und angesprochen wird, um dabei aber gleichzeitig aufzuzeigen, wo die archetypischen Bilder und Symbole ihre Potenz entfalten und entsprechende Reaktionen beim Leser hervorrufen.
Zentral für die Theologie Drewermanns sind die Thesen,
- dass der Mensch sein Heil nur dadurch erlangen kann, dass er im Inneren seiner Seele sich selbst findet, und nur dadurch auch zu Gott kommt, ohne äußere vollendete theologische Wahrheiten;
- dass biblische Texte wesentlich psychologisch und im Sinne großer Dichter ausgelegt werden müssen, da es im Christentum um die angstlösende Wirkung im Inneren der Seele geht;
- dass Sünde nicht in einem nur ethischen Sinne verstanden werden darf, sondern existenzphilosophisch als Zustand der Verzweiflung im Inneren der Seele interpretiert werden muss. Das bedeutet nach Drewermann, dass man niemals verurteilend, sondern nur mit dem Versuch eines begleitenden Verstehens auf Menschen zugehen darf. Deshalb dürfe Gott niemals als strafend dargestellt werden, der womöglich sogar noch Höllenqualen verhängen könnte.
- Weiterhin geht er davon aus, dass man nur dann zu einer gesunden religiösen Auffassung gelangen kann, wenn man alle Religionen, alle Kulturen und alle Kunst, Philosophie und Wissenschaft mit einbezieht, weil die Allgegenwart Gottes zu allen Zeiten und in allen Kulturen wirksam ist und deshalb überall wichtige Aspekte zum Verständnis Gottes zu finden sind.

In diesem grundsätzlichen undogmatischen Verständnisrahmen interpretiert er Jesus Christus als eine Verkörperung einer vollendeten, wahren Humanität, die den Menschen im Angesicht Gottes in ein absolutes Vertrauen führen soll, das ihn aus seinem radikalen Ausgesetztsein gegenüber seiner Endlichkeit, Sterblichkeit und Sündhaftigkeit unter der Perspektive einer absoluten Güte befreit. Und nur dies kann den Menschen und die Welt letztendlich erlösen, nicht aber ein festes Schema an gegebenen festgeschriebenen Bedingungen.
Zentrale Gestalten, auf denen die Drewermann’sche Theologie aufbaut, sind Martin Luther, Sören Kierkegaard, Sigmund Freud, Giordano Bruno, Fjodor Dostojewski, Albert Camus, Friedrich Schleiermacher, Arthur Schopenhauer, Friedrich Nietzsche, Albert Schweitzer, Mahatma Gandhi und Buddha. Manchen dieser Größen steht er in Teilen durchaus kritisch gegenüber, aber er erkennt auch in diesen Fällen deren tiefe existentielle Suche an, die ihm viel wichtiger ist als eine scheinbar in sich stimmige Theologie, die jedoch den Tragödien vieler Menschen nicht standhält.
Drewermann verneint die Vorstellung, dass ein allgültiger, allmächtiger und allwissender Gott die Welt dazu bestimmt habe, den Menschen hervorzubringen. An die Stelle eines Schöpfergottes setzt er die Liebe als Ort der wahren Gotteserkenntnis. Die Evolutionstheorie beschrieb er als „zusammenhängendes Erklärungsmodell, das man nicht wie einen Schweizer Käse mit Löchern durchsetzen kann, in denen der Geist des Göttlichen spuken darf. Wir müssen eine ehrliche Verhältnisbestimmung von Naturwissenschaften und Religion vornehmen.“ Von der Kirche verlangt er, die Evolutionstheorie und Hirnforschung ernst zu nehmen, denn es könne „nicht richtig über Gott denken, wer falsch über die Natur denkt“.

### Weitere Aspekte bezüglich Exegese, Psychologie und Kirchenkritik
Drewermann legte zahlreiche tiefenpsychologische Deutungen von biblischen Passagen, Märchen und anderen Texten vor. Dabei berief er sich auf Psychoanalytiker wie Sigmund Freud, Carl Gustav Jung, Heinz Kohut, Melanie Klein, Erich Fromm und Daniel Stern. Er sieht in der therapeutisch heilenden Beziehung zu Gott ein spezifisch christliches Moment, das auch eine Basis für Veränderungen in Kirche und Gesellschaft sein könne. Andere haben seinen Ansatz mit Traditionen christlicher Mystik verglichen.
Zentrale Glaubensinhalte der römisch-katholischen Konfession wurden von ihm symbolisch gedeutet; er bestritt, dass es sich um Ereignisse „in der sogenannten Wirklichkeit der äußeren Tatsachen“ handele, so etwa die Jungfrauengeburt, Auferstehung, Himmelfahrt oder Wunder. Damit geriet er in Konflikt mit dem Lehramt der katholischen Kirche.
Ebenso überwarf er sich bei den Themen Abtreibung, Wiederverheiratung Geschiedener, Sexualität und Friedenspolitik, Zölibat und Klerikerideal mit der Amtskirche. Drewermann sieht, mit Parallelen zu Thesen Schopenhauers, in den abrahamitischen Religionen, im Gegensatz zu Buddhismus und Hinduismus, einen anthropozentrisch begründeten Dissens zwischen Mensch und Natur. Seiner im biblischen Erbe festgeschriebenen Naturfremdheit wegen sei das Christentum unfähig zum Frieden, es sei denn, es lerne zunächst besonders von der Tiefenpsychologie wieder, sich mit der inneren Natur des Menschen in den Bildern der Psyche zu versöhnen, was dann auch zur Aussöhnung mit der äußeren Natur führen könne. Insbesondere enthalte das Neue Testament antisemitische und antijudaistische Tendenzen, die zurückzunehmen seien.

### Öffentliche Auftritte

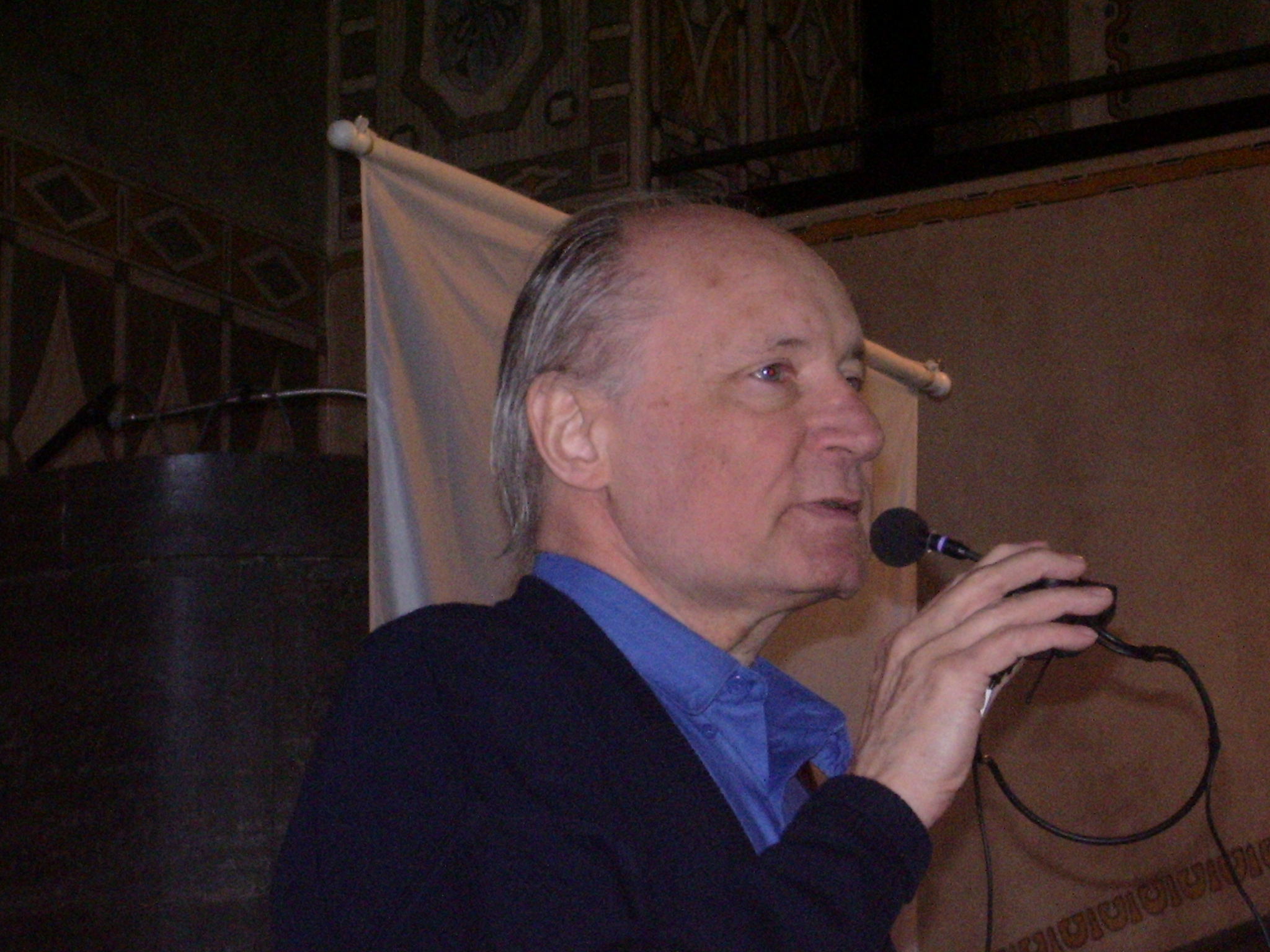
Drewermann im Mai 2008 beim 97. Deutschen Katholikentag in Osnabrück

Drewermanns inhaltliche Ansätze wie rhetorische Fähigkeiten haben ihn zu einem vielgefragten Redner und Kommentator gemacht. Vorträge hielt er unter anderem in deutschsprachigen Ländern, in Italien, Frankreich, den Niederlanden, Kanada, den USA, Mexiko und Brasilien. Drewermann ist oft Gast in Talkshows. Von 2008 bis 2015 moderierte er im Nordwestradio (Radio Bremen/NDR) die Talkradio-Sendung Redefreiheit. Dort deutete er auch neun Grimm’sche Märchen tiefenpsychologisch, wobei er im Anschluss mit Telefongästen über Alltagssituationen sprach. Er schreibt regelmäßig in der Wochenzeitung der Freitag.
Uwe Beyer kritisierte, die mediale Präsenz Drewermanns bewirke zu viel oberflächliches „Gerede“ über ihn und die ernsthafte fachliche Auseinandersetzung über seine theologischen Thesen werde zu wenig beachtet. Beyer zufolge gelingt es Drewermann bei seinen Vorträgen, Distanzen zu überwinden und persönliche Betroffenheit hervorzurufen.

### Weitere Themen seiner Veröffentlichungen
Drewermann beschäftigt sich seit vielen Jahren mit Märchen (insbesondere der Brüder Grimm) und anderen literarischen Werken, die er tiefenpsychologisch und religionsphilosophisch deutet. Eine besondere Affinität hat er zu Dostojewski, dessen Werk und Person er immer wieder interpretiert hat. Dabei stehen Themen wie Sucht („Der Spieler“), christliche Nächstenliebe und „Vergebung der Sünden“ („Schuld und Sühne“) im Vordergrund. Zudem veröffentlichte er mehrere populärwissenschaftliche Werke zum Verhältnis von Theologie und Naturwissenschaften.

### Politisches Engagement
Drewermann äußerte sich in der Vergangenheit auch oft zu allgemeinpolitischen Themen. So verurteilte er die Golfkriege, die israelischen Luftangriffe während des Libanonkrieges 2006 und die deutschen militärischen Auslandseinsätze scharf. Als Vertreter der deutschen Friedensbewegung forderte er 2008 erneut, die Bundeswehr abzuschaffen und damit beim Amt des Militärbischofs (damals Walter Mixa) anzufangen. Mixa interpretierte dies als wenig geschwisterlich und kritisierte Drewermanns Anwesenheit bei Kirchentagen.
Drewermann kritisiert den Kapitalismus rigoros und bestreitet die marktwirtschaftliche Erfordernis von Zins und Wachstum. Darüber hinaus praktiziert er nach eigenen Angaben seit Jahrzehnten Konsumverzicht, seine Möbel seien vom Sperrmüll und sein Besitz beschränke sich im Wesentlichen auf Bücher. Wilfried Köpke zeigt auf, dass Eugen Drewermann zwar in seiner Privatwohnung auf Telefon, Fax und Computer verzichtet, diese Medien aber ungeachtet seiner rigiden Kapitalismuskritik bei einem benachbarten Hotel nutzt.
Nach Peter Neuhaus hat Drewermanns Werk grundsätzlich auch eine politische Dimension mit Bezügen zur Politischen Theologie von Johann Baptist Metz. Bei einzelnen Wahlveranstaltungen hat Drewermann die Linkspartei unterstützt und zu deren Wahl aufgefordert.
Die Ethik des Christentums bezeichnete Drewermann als „selbstreferenziell und nur auf den Menschen bezogen“. Daraus ergebe sich eine „verklausulierte Form des Arten-Egoismus. […] Wir sind nicht Herren der Schöpfung, wir sind nicht der Mittelpunkt der Evolution, wir sind Teil im Strom des Lebens, eine Welle im Ozean. Wir haben kein Recht, unsere Spezies so auszudehnen, dass alle anderen Kreaturen nur mehr unseren Überlebensinteressen dienen. Genau das passiert aber.“ Folglich setzt sich Drewermann für den Tierschutz ein und prangert die Umweltzerstörung an. Ein angemessener Umgang mit Tieren habe ihm zufolge den Grad der evolutionären Entwicklung wie die Empfindungs- und Leidensfähigkeit der Tiere zu berücksichtigen.
2014 demonstrierten laut Süddeutscher Zeitung etwa 4000 Demonstranten gegen die NATO und Bundespräsident Gauck in Berlin vor dem Bundespräsidialamt. Auf dieser Demonstration war Eugen Drewermann einer der Hauptredner.
Im Kontext der Debatten um die sexuellen Misshandlungen in der katholischen Kirche bekundete er Mitleid mit den Tätern, die er als Opfer innerkirchlicher Zustände betrachtet. Zugleich verurteilte er ihre Taten und forderte für die davon Betroffenen nicht nur finanzielle Wiedergutmachung, sondern auch Verständnis. Nach seiner Selbstbeschreibung habe Drewermann „ein Grundvertrauen ins Gute im Menschen“, schrieb das Schweizer Radio und Fernsehen anlässlich seines 80. Geburtstags. Dieses halte er „trotz entsetzlicher Straftaten und des durch Menschen angerichteten Wirrwarrs“ aufrecht. Das gelinge nur im Glauben daran, „dass im Hintergrund ein Licht leuchtet, das ins Dunkel scheint“. Dazu solle man nicht die Tat, sondern den Menschen und seine Nöte im Blick haben. „Ich habe noch nie erlebt, dass ein Mensch wirklich böse ist oder Böses will“, so Drewermann. Auch die Möglichkeit der Sterbehilfe ist ein Anliegen des Theologen.

## Kritik und Auseinandersetzung

### Kritik an Exegese und Theologie Drewermanns
Der zu dieser Zeit für die Kongregation für die Glaubenslehre zuständige Kurienkardinal Joseph Ratzinger und spätere Papst Benedikt XVI. drückte in einem 1986 verfassten Schreiben an den Paderborner Erzbischof Johannes Joachim Degenhardt „große Besorgnis“ über Drewermanns öffentliche Äußerungen aus und wies den Erzbischof an, Maßnahmen gegen Drewermann einzuleiten. Als Drewermann 1991 in einem Interview mit dem Spiegel die Jungfrauengeburt als biologische Tatsache angezweifelt hatte, wurde ihm von Degenhardt am 8. Oktober 1991 die Lehrerlaubnis für Dogmatik entzogen. Wenig später wurde er mit einem Predigtverbot belegt, es wurde ein kirchliches Verfahren gegen ihn eingeleitet. Die Ansichten Drewermanns in Fragen der Moraltheologie und der Bibelauslegung führten schließlich zur Suspension vom Kirchenamt im März 1992.
Wiederholt wurde von traditionell bibelwissenschaftlicher Seite bemängelt, Drewermanns exegetische Darstellungen bezweifelten zu stark, dass der Glaube an Wunder, Auferstehung, jungfräuliche Geburt etc. auf äußeren historischen Fakten beruhe. Er reduziere den Text auf die innerseelische Dynamik einer Einzelperson. Anstatt Gemeindeleben und Kirche als zentral zu betrachten, werde die christliche Überlieferung und Offenbarung auf eine prinzipiell austauschbare Textsammlung zur Individualtherapie reduziert. Der damalige Kardinal Ratzinger sprach von einer Reduktion der Religion zum „psychotherapeutischen Trick“ und betonte die Einzigartigkeit der christlichen Offenbarung. Drewermann antwortete seinen Kritikern, dass sie den Glauben auf Gruppendenken reduzierten und meinten, per Glaubensdekret angebliche Fakten schaffen zu können (wie etwa das historisch nicht nachweisbare leere Grab oder die biologische Jungfrauenschaft von Jesu Mutter), welche aufgeklärte und freie Menschen heute nicht mehr akzeptieren könnten. Der Glaube sei nicht von der Kirche oder Gruppe geschaffen worden, sondern durch eine Unmittelbarkeit zu Gott entstanden, wie sie Jesus vermittelt hätte. Drewermann besteht aufgrund von historischer Forschung darauf, dass der christliche Glaube an die Jungfrauengeburt direkt von der ägyptischen Mythologie um das Thronbesteigungsfest des Pharaos beeinflusst worden ist, in welchem der Pharao erst am Tage seiner Thronbesteigung als von einer Jungfrau geboren deklariert wurde, um zu kennzeichnen, dass er in seiner Rolle als Pharao sich nur von Gott, nicht von Menschen herleite. Eine ähnliche Bedeutung habe der Glaube an die Jungfrauengeburt im Christentum: wesentlich leite sich wer Jesus wirklich ist von Gott ab und nicht von der Frage, von welchem Menschen er geboren sei.
Udo Schnelle (1983/2008) sieht Drewermanns Ansatz als problematisch an, die biblischen Texte unmittelbar mit der menschlichen Psyche in Verbindung zu bringen und ihren historischen Bezug zu vernachlässigen. Der historisch-kritische Ansatz habe gezeigt, dass die neutestamentlichen Erzählungen historisch einzigartige Ereignisse und historisch bedingte Erfahrungen abbilden. Unentwegt komme Drewermann zu Werturteilen, die sich weder aus einem Konsens der historisch-kritischen Methode noch aus der jeweiligen psychologischen Fragestellung ableiten ließen.
Auch die Psychologen Albert Görres und Hellmuth Benesch kritisierten Drewermann dafür, sich ganz auf das Thema individueller Angst zu fixieren und dabei genuin theologische Aspekte aufzugeben. Der Psychoanalytiker und Theologe Joachim Scharfenberg warf Drewermann vor, den Begriff der Sünde tiefenpsychologisch umzudeuten. Der Psychiater und Theologe Manfred Lütz betonte, dass Drewermann keine abgeschlossene Ausbildung als Psychotherapeut habe, seine analytische Behandlung von Patienten sei mitunter „richtig gefährlich“. Lütz beurteilt Drewermanns Methode als ein „Patchwork aus C. G. Jung und Freud“.
Drewermann wird von einigen vorgeworfen, er bediene antisemitische Stereotype, während andere meinen, sein Werk trage gerade dazu bei, Antijudaismus zu überwinden. Der evangelische Heidelberger Alttestamentler Manfred Oeming spricht im Zusammenhang mit Drewermann von einem „Psycho-Markionismus“. Drewermann kritisiere wesentliche Aspekte des Alten Testaments und sei in seiner Textauswahl innerhalb und außerhalb der Bibel völlig beliebig. Klaus Berger kritisierte in einer Rezension aus dem Jahre 2003 bei Drewermann einen veralteten Forschungsstand sowie ein erhebliches Missverständnis des Judentums. Drewermann antwortete darauf mit einer detaillierten Zurückweisung der Vorwürfe. Aufgrund von Drewermanns Kritik an der Politik des Staates Israel in Bezug zur Behandlung von Palästinensern vermutet Nico Rubeli-Guthauser antijüdische Klischees und antisemitische Stereotype in Drewermanns Theologie und politischen Aussagen, obwohl er anerkennt, dass Drewermann sich bewusst gegen Antisemitismus ausspricht. Der Schweizer Autor und Psychoanalytiker Peter Schneider interpretiert es als „handfesten Antisemitismus“, wenn Drewermann in seinem Buch über den Krieg und das Christentum aus dem Jahre 1982 wie folgt das biblische Weltbild aufgrund dessen Anthropozentrismus als gewalttätig gegenüber der Natur bezeichnet: „In der Stellung des Christentums zur Problematik der ‹Umwelt› zeigt sich mehr und mehr, dass das Christentum aufgrund seiner spezifisch semitischen, jüdischen Geistesart einen ausserordentlich gewalttätigen und rücksichtlosen Charakter an sich trägt, indem das gesamte biblische Denken, im Christentum sogar noch verstärkt durch das Erbe der Griechen und Römer, rein anthropozentrisch allein die Beziehung zwischen Gott und Mensch in den Mittelpunkt seiner theologischen Betrachtung gerückt hat.“ Der Basler Neutestamentler und Psychoanalytiker Hartmut Raguse meint einerseits, Drewermanns Werk enthalte strukturellen Antijudaismus, betont jedoch andererseits, dass Drewermann natürlich kein Antisemit sei. Der jüdische Publizist Micha Brumlik verteidigt Drewermann in diesem Zusammenhang, indem er darauf hinweist, dass er „Drewermann nicht für einen Antisemiten halte.“ Der Drewermann-Biograf Matthias Beier stellt dar, dass es sich bei Vorwürfen von Antisemitismus bei Drewermann um schwere Missverständnisse handelt, und arbeitet heraus, dass Drewermanns tiefenpsychologisch informierte Auslegung biblischer Texte wesentlich zur Überwindung des christlichen Antijudaismus beiträgt, der seinen Ursprung bereits in den biblischen Schriften und in der traditionellen Bibelexegese habe.

### Reaktionen auf Drewermanns Kirchenkritik
Heiner Wilmer, Bischof von Hildesheim, zufolge ist Drewermann „ein von der Kirche verkannter Prophet unserer Zeit.“ Insbesondere Drewermanns dreiteiliges Werk Strukturen des Bösen sowie sein Buch Kleriker. Psychogramm eines Ideals bezeichnete Wilmer im Zusammenhang mit den Missbrauchsvorwürfen gegen die katholische Kirche als prophetisch: „Propheten waren schon in der Bibel Menschen, die ungeschminkt die Wahrheit sagten – und dafür ins Abseits gedrängt oder gar mundtot gemacht wurden.“
Der Staatsrechtler Josef Isensee sieht in Drewermann hingegen den Prototyp des selbsternannten Kirchenkritikers, der sich in und auf Kosten der Institution Kirche durch radikale Thesen und Veröffentlichungen zu profilieren suche. Micha Brumlik zufolge birgt Drewermanns Vorgehensweise die Gefahr von Weltflucht und reiner Innerlichkeit. Statt konkrete amtskirchliche Strukturen oder „die politischen und sozialen Probleme […] anzugehen“, lege sich Drewermann nur auf eine allgemeine Protesthaltung fest. Christel Gärtner diagnostiziert, dass eine praktikable Antwort auf das „Sinnproblem“ bei Drewermann nicht zu finden sei. Der Publizist Thomas Lackmann erklärte im Tagesspiegel, dass Drewermanns „Attacken auf Sexuallehren, die den Menschen aufspalten, um ihn zu beherrschen, seine Kapitalismus-Geißelung und Öko-Plädoyers den Common Sense politischer Korrektheit bestätigen“.

### Kritik an politischen Äußerungen Drewermanns
Die evangelischen Theologen Uwe Birnstein und Klaus-Peter Lehmann kritisieren in einer Streitschrift, dass Drewermann die Politik psychologisiere. Drewermanns grundsätzlich politikfeindliche Haltung greife auf romantische, konservativ-reaktionäre deutsche Denktraditionen zurück.
Drewermanns Äußerungen zu den Terroranschlägen am 11. September 2001 nahm der Publizist Henryk M. Broder zum Anlass für eine harsche Buchveröffentlichung über die deutschen Reaktionen und Debatten. Broder warf Drewermann vor, er verharmlose den islamischen Fundamentalismus und Terrorismus und suche deren Ursachen allein im Verhalten des Westens und insbesondere Israels.
Drewermann wurde Beteiligung an Verschwörungstheorien vorgeworfen, weil er einer der Erstunterzeichner des „Neuen Krefelder Appells“ war (November 2021, Name in Anlehnung an den Krefelder Appell von 1980). Dieser Aufruf fordert den Ausstieg Deutschlands aus der NATO und bezieht sich unter anderem positiv auf die Verschwörungserzählungen vom Great Reset und von Corona-Maßnahmen-Gegnern: Hinter den weltweiten Maßnahmen gegen die Corona-Pandemie stehe „die Strategie des ‚Great Reset‘, des Forums der Superreichen […], mit dem der Kapitalismus über einen gezielten Zusammenbruch und einen ‚Neustart‘ auf eine noch perversere Stufe gehoben werden soll“. „Unter dem Deckmantel der Pandemiebekämpfung“ werde „das Leben von Milliarden Menschen gefährdet“. Drewermann wurde in diversen Medien für die Unterzeichnung des Appells kritisiert, besonders von Matthias Drobinski in einem Publik-Forum Artikel, welcher Drewermann auch eine Verharmlosung der Corona-Pandemie vorwarf.
Drewermann entgegnete auf die Vorwürfe in einer Erwiderung in Publik Forum, dass er weder zu Corona noch zum Kapitalismus Verschwörungstheorien unterstütze. In einem Gespräch mit seinem Biografen Matthias Beier, über das auch Katholisch.de berichtete, stellte Drewermann speziell zur Unterzeichnung des Neuen Krefelder Appells klar, dass er sich nicht bewusst war, dass der Appell Verschwörungstheorien enthielt, als er ihn unterschrieb. Beier berichtet: "als Drewermann oben auf dem Appell las „NATO raus. Raus aus der NATO,“ habe er ihn nur „überflogen“ und unterschrieben, ohne ihn genau zu lesen. Er glaubte, bei dem „Neuen Krefelder Appell“ handele es sich aufgrund des Namens um einen Aufruf in der Tradition des weit getragenen ersten Krefelder Appells aus den 80ern. Bevor Drobinski davon berichtete, dass der Appell Verschwörungstheorien um den von Klaus Schwab, dem Direktor des Weltwirtschaftsforums, vorgeschlagenen „Great Reset,“ enthält, war dies Drewermann nicht bekannt." Beier fügte hinzu: "Es wäre Drewermann zu raten, in Zukunft genauer zu prüfen, bevor er Appelle unterzeichnet." Den Aussagen Beiers widersprach Drobinski wiederum: Drewermanns Äußerungen zu COVID-19 bzw. zu einem vermeintlich besseren Schutz für Genesene als für Geimpfte seien laut einer von ihm (Drobinski) angefragten Expertise des Immunbiologen Thomas Boehm nicht haltbar. Bezüglich des „Neuen Krefelder Appells“ schrieb Drobinski, Drewermann „hätte wissen müssen, was er da unterschreibt: durch schlichtes Lesen des Textes, durch die Frage an die Initiatoren, wer da noch unterschreibt“. Überhaupt sei Drewermann seit 2014 zunehmend häufig in einer „Querfront-Szene“ aktiv.
Im Mai 2022 hielt Drewermann in der Humboldt-Universität zu Berlin eine einstündige „Rede gegen den Krieg“ auf dem von Friedensinitiativen veranstalteten Kongress „Ohne NATO leben – Ideen zum Frieden“. Er behauptete: „Wir werden nicht von Russland bedroht. Es wird uns eine Gefahr halluziniert, die zu keinem anderen Zweck als der strategischen Geopolitik der USA und ihrer Machtausdehnung dient.“ Thomas Schmid fasste Drewermanns Botschaft bei dem Anti-NATO-Kongress so zusammen: „Putin wollte den Krieg vermeiden, ‚wir‘ aber wollten ihn.“ Die „altbekannte Friedensbotschaft“ Drewermanns sei eine Mischung aus antiwestlicher Kapitalismuskritik und „Friedensesoterik“. Bei einem Vortrag Drewermanns im städtischen Veranstaltungszentrum Universum in Bünde am 7. September 2022 behauptete Drewermann, der Krieg könne in einem Nachmittag beendet werden, wenn man nur den Sicherheitsinteressen Russlands Rechnung trage. Der Stadtkultur-Chef Dirk Kaiser, zugleich Vorsitzender des Vereins „Brückenschlag Ukraine“, betrat am Ende der Veranstaltung die Bühne und kritisierte Drewermanns Behauptungen zum Ukraine-Krieg. Im November 2024 forderte Drewermann bei einer Veranstaltung, Israel und der Ukraine „kein Geld und keine Waffen mehr“ zu geben. Die Rheinische Post kritisierte, dass ein derartiger Vorschlag „indirekt das Existenzrecht Israels in Frage“ stelle.

## Auszeichnungen
- 1992: Herbert-Haag-Preis
- 1994: Urania-Medaille
- 2000: Integrationspreis der Stiftung Apfelbaum
- 2007: Erich-Fromm-Preis
- 2011: Internationaler Albert-Schweitzer-Preis
- 2013: Kulturpreis der Internationalen Paulusgesellschaft[80]
- 2013: Ehrenmedaille der Stadt Bergkamen[81]
- 2019: Preis der Internationalen Hermann Hesse Gesellschaft[82]
- 2023: Habenhauser Friedenspreis[83]

## Publikationen (Auswahl)
1970er und 1980er Jahre
- Strukturen des Bösen. 3 Bände. Schöningh, Paderborn 1977–1978, ISBN 3-506-72100-3 (zugleich 1977 als Habilitationsschrift angenommene Dissertation; mit Imprimatur Paderborn 1976).
- mit Ingritt Neuhaus: Das Mädchen ohne Hände. Grimms Märchen tiefenpsychologisch gedeutet. Walter, Olten 1981, ISBN 3-530-16860-2.
- Psychoanalyse und Moraltheologie. 3 Bände. M. Grünewald, Mainz 1984; Neuauflage 1992, ISBN 3-7867-0989-0.
- Das Eigentliche ist unsichtbar. Der kleine Prinz tiefenpsychologisch gedeutet. Herder, Freiburg im Breisgau 1984, ISBN 3-451-04894-9.
- Tiefenpsychologie und Exegese (2 Bände). Walter, Olten; 6. Auflage 1992, ISBN 3-530-16852-1.
- Das Markusevangelium. Walter, Olten 1988, Neuauflage 1992, ISBN 3-530-16871-8.
- „An ihren Früchten sollt ihr sie erkennen“. Antwort auf Rudolf Peschs und Gerhard Lohfinks „Tiefenpsychologie und keine Exegese“. Walter, Olten 1988, ISBN 3-530-16857-2.
- Kleriker. Psychogramm eines Ideals. Walter, Olten 1989; 7. Auflage 1990, 900 S., ISBN 3-530-16902-1.
- „Ich steige hinab in die Barke der Sonne“. Alt-ägyptische Meditationen zu Tod und Auferstehung in bezug auf Joh 20/21. Walter, Olten 1989.

1990er Jahre
- Über die Unsterblichkeit der Tiere. Walter, 1990, ISBN 3-530-16874-2.
- Die Spirale der Angst. Der Krieg und das Christentum. Herder, Freiburg 1991, ISBN 3-451-04003-4.
- Reden gegen den Krieg. Patmos, 1991; erweiterte Neuauflage 2002, ISBN 3-491-72466-X.
- Worum es eigentlich geht. Protokoll einer Verurteilung. Kösel, München 1992, ISBN 3-466-20356-2.
- Giordano Bruno oder Der Spiegel des Unendlichen. Kösel, München 1992.
- Wenn der Himmel die Erde berührt. Predigten über die Gleichnisse Jesu. Patmos, Düsseldorf 1992, überarbeitete Neuausgabe 2004, ISBN 3-491-69407-8.
- Glauben in Freiheit oder Tiefenpsychologie und Dogmatik. Band 1: Dogma, Angst und Symbolismus. Walter, Olten 1993, ISBN 3-530-16896-3.
- Was ich denke. Goldmann, Reihe Quer denken. München 1994, ISBN 978-3-442-12532-6.
- mit Herbert Haag: Laßt Euch die Freiheit nicht nehmen. Für einen offenen Dialog in der Kirche. Herausgegeben von Klara Obermüller. Piper, München Zürich 1995, ISBN 3-492-11898-4.
- Jesus von Nazareth: Befreiung zum Frieden. Band 2: Glauben in Freiheit. 1998, ISBN 3-530-16897-1.
- Daß auch der Allerniedrigste mein Bruder sei. Dostojewski – Dichter der Menschlichkeit. Walter, 1998, ISBN 3-530-40048-3.
- … und es geschah so. Die moderne Biologie und die Frage nach Gott. Patmos, 1999, ISBN 3-530-16899-8.

2000er Jahre
- Im Anfang …: Die moderne Kosmologie und die Frage nach Gott. Patmos, 2002, ISBN 3-530-16900-5.
- Religiös bedingte neurotische Erkrankungen. Pabst Science Publishers, 2003, ISBN 978-3-89967-045-5.
- Eugen Drewermann – Rebell oder Prophet? Der unbequeme Theologe im Gespräch mit Felizitas von Schönborn. edition q, be.bra, 2003, ISBN 978-3-86124-561-2.
- Moby Dick oder Vom Ungeheuren, ein Mensch zu sein. Patmos, 2004, ISBN 3-530-17010-0.
- Wenn die Sterne Götter wären. Moderne Kosmologie und Glaube. Im Gespräch mit Jürgen Hoeren. Herder, 2004, ISBN 3-451-28348-4.
- Leise von Gott reden. Patmos, 2005, ISBN 978-3-491-50109-6.
- Atem des Lebens. Die moderne Neurologie und die Frage nach Gott. Band 1: Das Gehirn. Patmos, 2006, ISBN 3-491-21000-3.
- Atem des Lebens. Die moderne Neurologie und die Frage nach Gott. Band 2: Die Seele. Patmos, Düsseldorf 2007, ISBN 3-491-21001-1.
- Von der Macht des Geldes oder Märchen der Ökonomie. Patmos, Düsseldorf 2007, ISBN 3-491-21002-X.
- Die Rechtlosigkeit der Kreatur im christlichen Abendland oder: von einer wichtigen Ausnahme. Beitrag in: Interdisziplinäre Arbeitsgemeinschaft Tierethik (Hrsg.): Tierrechte. Eine interdisziplinäre Herausforderung. Erlangen 2007, ISBN 978-3-89131-417-3.
- Jesus von Nazareth – Bild eines Menschen. Patmos, Düsseldorf 2008, ISBN 3-491-21003-8.
- Das Lukas-Evangelium. Band 1: Lukas 1,1–12,1. Bilder erinnerter Zukunft. Patmos, Düsseldorf 2009, ISBN 3-491-21006-2.
- Das Lukas-Evangelium. Band 2: Lukas 12–24. Bilder erinnerter Zukunft. Patmos, Düsseldorf 2009, ISBN 978-3-491-21007-3.

2010er Jahre
- Wir glauben, weil wir lieben. Woran ich glaube. Patmos, 2010, ISBN 978-3-491-72549-2.
- Heimkehrer aus der Hölle. Patmos, 2010, ISBN 978-3-491-72568-3.
- Nur die Liebe lehrt uns glauben. Publik-Forum Streitschrift, 2011, ISBN 978-3-88095-218-8.
- Das Lukas-Evangelium. Band 3: Die Apostelgeschichte. Bilder erinnerter Zukunft. Patmos, Düsseldorf 2011, ISBN 978-3-491-21009-7.
- Die großen Fragen oder: Menschlich von Gott reden. Mit Michael Albus. Patmos, Düsseldorf 2012, ISBN 978-3-8436-0143-6.
- Die sieben Tugenden. Patmos, Düsseldorf 2012, ISBN 978-3-8436-0173-3.
- Wege zur Menschlichkeit. Von der absoluten Notwendigkeit der Gnade. (Basierend auf dem am 18. Mai 2012 während des Alternativprogramms zum Katholikentag in Mannheim gehaltenen Vortrag, der auch als DVD oder Hör-CD erhältlich ist.) Publik-Forum, 2012.
- Geschichten gelebter Menschlichkeit – oder: Wie Gott durch Grimm’sche Märchen geht. Patmos, Ostfildern 2012, ISBN 978-3-8436-0236-5.
- Das Richtige im Leben tun – Wie wir unseren Weg finden. Patmos, Ostfildern 2013, ISBN 978-3-8436-0349-2.
- Von Güte und Unsterblichkeit. Publik-Forum, 2013, ISBN 978-3-88095-252-2.
- Liebe, Leid und Tod. Daseinsdeutung in antiken Mythen. Patmos, Ostfildern 2014, ISBN 978-3-8436-0347-8.
- mit Michael Albus: Wege aus dem Niemandsland – oder: Wo unsere Seele ein Zuhause findet.  Patmos, Ostfildern 2014, ISBN 978-3-8436-0482-6.
- Wendepunkte, oder: Was eigentlich besagt das Christentum? Patmos, Ostfildern 2014, ISBN 978-3-8436-0540-3.
- Eins sein unter Gottes Wort. Publik-Forum, 2014, ISBN 978-3-88095-270-6.
- Jan Hus im Feuer Gottes: Impulse eines unbeugsamen Reformators. Eugen Drewermann im Gespräch mit Jürgen Hoeren. Patmos, Ostfildern 2015, ISBN 978-3-8436-0649-3.
- Grenzgänger. Rebellen, Frevler und Heroen in antiken Mythen. Patmos, Ostfildern 2015, ISBN 978-3-8436-0663-9.
- Kapital und Christentum. Band 1: Geld, Gesellschaft und Gewalt. Patmos, Ostfildern, 2016, ISBN 978-3-8436-0817-6.
- „Luther wollte mehr“ – Über den Reformator und seinen Glauben. Herder, Freiburg 2016, ISBN 978-3-451-37566-8.
- Kapital und Christentum. Band 2: Finanzkapitalismus. Patmos, Ostfildern, 2017, ISBN 978-3-8436-0818-3.
- Kapital und Christentum. Band 3: Von Krieg zu Frieden. Patmos, Ostfildern, 2017, ISBN 978-3-8436-1009-4.
- Wenn mir’s nur gruselte! Von Angst und ihrer Bewältigung. Grimms Märchen tiefenpsychologisch gedeutet. Patmos, Ostfildern 2018, ISBN 978-3-8436-1027-8.
- Gestalten des Bösen Der Teufel – ein theologisches Relikt. Herder, Freiburg im Breisgau, 2018, ISBN 978-3-451-38402-8.
- Kleriker. Psychogramm eines Ideals. Neuausgabe mit aktuellem Vorwort. Verlagsgemeinschaft topos plus, Kevelaer 2019, ISBN 978-3-8367-0064-1.
- Eine Liebe stärker als der Tod. Meditationen zu Passion und Ostern. Topos plus, Kevelaer 2019, ISBN 978-3-8367-1121-0.
- Hermann Hesse: Der lange Weg zu sich selbst. Zur Sprengkraft eines literarischen Denkers. Patmos, Ostfildern, 2019, ISBN 978-3-8436-1196-1.

2020er Jahre
- An der Quelle des Lebens. Worte mit Herz und Verstand. Patmos, Ostfildern, 2020, ISBN 978-3-8436-1247-0.
- Richtet nicht! Strafrecht und Christentum. Band 1. Patmos, Ostfildern, 2020, ISBN 978-3-8436-1214-2.
- Die Stunde des Jeremia. Für eine Kirche, die Jesus nicht verrät. Eugen Drewermann im Gespräch mit Michael Albus. Patmos, Ostfildern, 2020, ISBN 978-3-8436-1250-0.
- Richtet nicht! Strafrecht und Christentum. Band 2. Patmos, Ostfildern, 2021, ISBN 978-3-8436-1215-9.
- Gott, wo bist du? Patmos, Ostfildern, 2021, ISBN 978-3-8436-1210-4.
- Wege zum Frieden. Rede zum 80. Jahrestag des deutschen Überfalls auf die Sowjetunion. Gerhard Schepper Verlag, Münster, 2021, ISBN 978-3-9809542-7-3.
- Richtet nicht! Strafrecht und Christentum. Band 3. Patmos, Ostfildern, 2023, ISBN 978-3-8436-1216-6
- Nur durch Frieden bewahren wir uns selber: Die Bergpredigt als Zeitenwende. Patmos, Ostfildern, 2023, ISBN 978-3-8436-1428-3